# Territorio nacional del Neuquén
El territorio nacional del Neuquén o gobernación del Neuquén fue la división territorial argentina creada en 1884 que antecedió a la formación de la provincia del Neuquén en 1955.

## Antecedentes
En 1879, la Conquista del Desierto dirigida por Julio Argentino Roca quebró la resistencia de los indígenas. En 1880 de las cinco divisiones que participaron en la mencionada campaña, la "IV División" bajo el mando del coronel Manuel José Olascoaga, salida de Mendoza ingresó en el actual territorio de la provincia del Neuquén siendo así creados los fuertes de Campana Mahuida (Loncopué), Ñorquín y "IV División" (Chos Malal, fundado el 4 de agosto de 1887) estos fuertes fueron sucesivamente las capitales provisionales del territorio nacional. El 8 de febrero de 1883 el V Regimiento de Caballería de Línea estableció un fortín que luego dio lugar a la población de Junín de los Andes, primera fundación en territorio neuquino.
Al momento de la Conquista del Desierto, el antiguo territorio del Comoe (denominación antigua mapuche del Neuquén) era dominado por los loncos (cabezas o "caciques") supremos Purran, jefe pehuenche en el Norte, Sayhueque en el sur (el Gobierno de las Manzanas), e Inacayal, quien rápidamente aceptó la ciudadanía argentina, en el centro oeste. Se considera que hacia 1885 había una población aproximada de 60 000 personas, entre la cordillera de los Andes y el río Limay y desde el río Colorado hasta el lago Nahuel Huapi.
En 1881 se firmó el tratado de límites entre la Argentina y Chile que aseguró definitivamente la posesión argentina de los territorios de la Patagonia Oriental, entre ellos Neuquén.
Por la ley N° 1.265 del 24 de octubre de 1882 se dispuso la enajenación de tierras de propiedad de la Nación, y a esos efectos se dividió la Gobernación de la Patagonia en dos sectores separados por los ríos Agrio, Neuquén y Negro, denominados: territorios de la Pampa (o de la Pampa Central) y territorios de la Patagonia, sin que se alterara su gobierno. El primero incluía la actual provincia de La Pampa y sectores hoy pertenecientes a las provincias de Río Negro, Mendoza, San Luis, Córdoba, Neuquén y Buenos Aires.
En 1884 el jefe mapuche Manuel Namuncurá se rindió en el fortín de Pulmari.

## El territorio nacional
Por ley nacional N° 1.532, del 16 de octubre de 1884, llamada de Organización de los Territorios Nacionales, se creó el Territorio Nacional del Neuquén con partes de las extinguidas gobernaciones de la Patagonia y de la Pampa Central. 

Artículo 2º.- Gobernación del Neuquén con los siguientes: Al Norte con Mendoza en el curso del río Barrancas, y continuación del Colorado hasta tocar el meridiano 10º. Al Este la prolongación de este meridiano y continuación del curso del río Neuquén hasta su confluencia con el Limay. Al Sur, el río Limay y Lago Nahuel Huapi. Al Oeste la línea de la Cordillera divisoria con Chile.

El gobernador era designado por el Poder Ejecutivo Nacional, con acuerdo del Senado, y duraban tres años en sus funciones, pudiendo ser designado para un nuevo período. Dependía del Ministerio del Interior. Cada uno de los departamentos en que se subdividía el Territorio Nacional del Neuquén tenía un juez de Paz y un Comisario de Policía. La ley estableció en su artículo 7 que el gobernador se constituía como comandante en jefe de la gendarmería y guardia nacional, y que debía colocar en cada distrito un comisario de policía con su correspondiente dotación. La ley estipulaba que al llegar a los 60.000 habitantes, los territorios podían transformarse en provincias. 
El primer gobernador del Neuquén fue el coronel Manuel José Olascoaga, nombrado el 25 de noviembre de 1884, a quién el gobierno nacional encomendó proponer un lugar para erigir la capital del territorio. El coronel Olascoaga propuso el paraje de Campana Mahuida ubicado entre la margen derecha del río Neuquén y la margen izquierda del río Agrio.
El Gobierno Nacional aceptó la propuesta de Olascoaga y por Decreto del 12 de diciembre de 1884 dividió al territorio del Neuquén en cinco departamentos denominados: I, II, III, IV y V. Estableciendo en el artículo 3°: "(...) Designase como Capital del territorio la población actual de Campana Mahuida (...)". 
El 10 de marzo de 1886 Olascoaga inició desde Carmen de Patagones el viaje hacia Neuquén para establecer la capital y su gobierno, pero al llegar a Codihué el 28 de junio decidió pasar el invierno allí pidiendo autorización para instalar la capital provisoria en ese lugar hasta la próxima primavera. En agosto continuó viaje hacia Ñorquín, sede de la comandancia militar de las fuerzas en campaña, en donde fijó la capital provisional del territorio durante un año, para luego trasladarse a Chos Malal, fundada el 4 de agosto de 1887.
El Gobierno Nacional mediante decreto del 14 de mayo de 1888 dispuso en su artículo 1° "Designase para establecimiento de la Gobernación del Neuquén (...) el paraje denominado Chos Malal en sustitución de la población de Campana Mahuida (...)".
El 12 de septiembre de 1904 el gobernador Carlos Bouquet Roldán transfirió la capitalidad a Confluencia, nombre original de la actual ciudad de Neuquén fundada ese día.
En 1896 se creó el VI Departamento, al dividir el V.
Por Decreto del 19 de mayo de 1904 se dividió el territorio en 12 departamentos y se estableció que Chos Malal continuaría siendo la capital provisoria hasta que se efectuara el traslado de las autoridades al paraje Confluencia, el cual pasaría a denominarse Neuquén. 
En 1915 el Territorio del Neuquén se reorganizó territorialmente en 16 departamentos.
Un decreto del presidente Victorino de la Plaza del 29 de abril de 1916, dispuso:

Artículo 1º -Los departamentos de General Roca y El Cuy, del Territorio Nacional del Río Negro, pasarán a depender del Neuquén, a cuyo territorio serán anexados en su forma actual y con los límites conferidos por el decreto de octubre 20 de 1915 (División departamental de los territorios nacionales), salvo las modificaciones que pueda introducir en esa disposición el Honorable Congreso, a quien se dará cuenta de la medida en su próximo período parlamentario.

Lo que se hizo efectivo poco después. Tras el desconocimiento de la medida por el juez letrado de Neuquén a quien le correspondía incorporar a su jurisdicción los dos departamentos y por el juez letrado de Viedma (quien quedaba desafectado), por no haber sido realizado por ley del Congreso Nacional, otro decreto durante la presidencia de Hipólito Yrigoyen, del 20 de mayo de 1918 dejó sin efecto la transferencia, lo que se cumplió el 8 de junio.
En 1918 se descubrió petróleo en Plaza Huincul.
En 1924 se creó el Parque Nacional Nahuel Huapi, sobre la base de las tierras donadas por Francisco Pascasio Moreno en 1903. 
El 12 de agosto de 1954, el Congreso Nacional aprobó la ley N° 14.315 Orgánica de los Territorios Nacionales.

## Provincialización
El 15 de junio de 1955 el Congreso Nacional sancionó la ley N°14.408 promulgada por el Poder Ejecutivo Nacional el día 28 por la cual se creó la Provincia de Neuquén y otras cuatro más. Por el decreto ley N° 4.347 del 26 de abril de 1957 se facultó a los comisionados federales a convocar al pueblo de las nuevas provincias para que elijan los convencionales que procederían a dictar sus constituciones.

artículo 1º: Decláranse provincias, de acuerdo con lo establecido en los artículos 13 y 68, inciso 14), de la Constitución nacional a todos los territorios nacionales con los límites que a continuación se expresan:

a) se constituirán tres provincias que tendrán respectivamente los límites de los actuales territorios nacionales de Neuquén, Río Negro y Formosa (...)

La Constitución Provincial fue sancionada el 29 de noviembre de 1957.